# Avventura a Bombay
Avventura a Bombay (They Met in Bombay) è un film statunitense del 1941 diretto da Clarence Brown.